# Rongibbsita
La rongibbsita és un mineral de la classe dels silicats. Rep el nom per la persona que la va descobrir, Ronald Bradford Gibbs, col·leccionista de minerals i enginyer de mines a Tucson, Arizona.

## Característiques
La rongibbsita és una zeolita de fórmula química Pb₂(Si₄Al)O11(OH). Va ser aprovada com a espècie vàlida per l'Associació Mineralògica Internacional l'any 2010. Cristal·litza en el sistema monoclínic. La seva duresa a l'escala de Mohs és 5.
L'exemplar que va servir per a determinar l'espècie, el que es coneix com a material tipus, es troba conservat al Museu Mineral de la Universitat d'Arizona, a Tucson (Arizona), amb el número de catàleg: 19292.

## Formació i jaciments
Va ser descoberta al comtat de Maricopa, a l'estat d'Arizona (Estats Units), tractant-se de l'únic indret de tot el planeta on ha estat descrita aquesta espècie mineral.